# Rusty Hamer
Rusty Hamer, all'anagrafe Russell Craig Hamer (Tenafly, 15 febbraio 1947 – DeRidder, 18 gennaio 1990), è stato un attore statunitense, noto per il suo ruolo di attore bambino nella serie televisiva Make Room for Daddy tra il 1953 e il 1964.

## Biografia
Soprannominato "Rusty" per i suoi capelli rossi e le lentiggini, Hamer cominciò a lavorare come attore bambino in piccoli ruoli al cinema e in televisione. La svolta avvenne nel 1953 quando a sei anni fu scelto per interpretare il ruolo del figlio di Danny Thomas nella sitcom televisiva Make Room for Daddy.
La serie ripeteva lo stesso schema di successo di altre sitcom televisive statunitensi: un attore ben conosciuto al pubblico (qui Danny Thomas) che appare con la sua famiglia "televisiva", moglie e bambini, in mille piccole vicende di vita quotidiana. Judy Nugent e Jimmy Hawkins in The Ruggles (1949-52) avevano già dimostrato che giovanissimi attori bambini potevano essere una componente importante per il successo di una sitcom. Hamer dimostrò straordinario talento e adattabilità nel lavorare al fianco di un protagonista affermato come Danny Thomas, e fu l'unico attore a prendere parte assieme a Thomas a tutti i 344 episodi della serie.
Hamer non fu il primo attore bambino a crescere in una serie televisiva (e neppure l'unico ad esser impiegato in Make Room for Daddy, dove lavorarono per anni anche le attrici bambine Sherry Jackson e Angela Cartwright). Ma fu il primo attore bambino a vivere la sua intera infanzia per ben 11 anni, dai 6 ai 17 anni, interpretando con grande successo sempre lo stesso personaggio televisivo, che anche nella finzione aveva il suo stesso nome, "Rusty", e con il quale finì per essere da tutti identificato. 

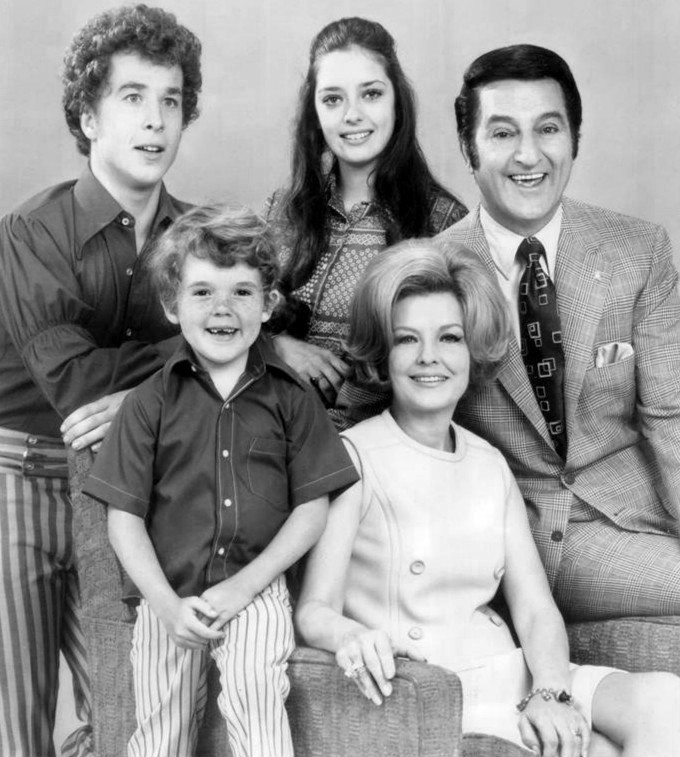
Rusty Hamer (in alto a sinistra) insieme al cast di Make Room for Granddaddy (1970-71)

Il grande successo delle serie gli diede l'opportunità di partecipare occasionalmente come guest star anche ad alcune altre serie televisive e all'ultimo film di Abbott & Costello, Gianni e Pinotto banditi col botto (1956). Hamer cercò anche di intraprendere la carriera di cantante e nel 1959 incise un disco che però non ebbe il successo sperato. La sua carriera rimase legata pressoché esclusivamente a Make Room for Daddy, per il quale l'8 febbraio 1960 ricevette la stella nella Hollywood Walk of Fame per il suo contributo all'industria televisiva.
Il coinvolgimento emotivo investito nell'interpretare fin da piccolo sempre lo stesso personaggio televisivo, senza poter sviluppare una propria autonoma personalità, finì per avere un impatto devastante nella vita di Hamer. L'attore da adulto così ricorderà la propria esperienza: "La mia vita da bambino non aveva alcuna somiglianza con ciò che credevo fosse normale, cioè il modo in cui le persone vivevano in televisione, un mezzo che ho scambiato per la mia finestra sulla realtà. Anche in TV, tuttavia, i modelli che mi si offrivano erano scarsi, motivo per cui ho finito per identificarmi con un bambino che non mi piaceva nemmeno".
La chiusura del programma fu per lui un trauma dal quale non riuscirà mai a liberarsi. Ritrovatosi di colpo a 17 anni senza lavoro e senza un'educazione che lo avesse preparato a una qualche professione alternativa, Hamer cadde in preda ad una profonda depressione che fu ancor più acuita dal mancato successo del revival nel 1970-71 (Make Room for Granddaddy). Partecipò a 12 dei suoi 24 episodi, ma il programma durò solo l'arco di una stagione. All'attore non furono offerte altre opportunità  se non la partecipazione a occasionali reunion del cast di Make Room for Daddy. Trasferitosi in Louisiana, la depressione lo portò all'alcolismo e quindi alla morte per suicidio a soli 42 anni nel 1990. La sua vicenda fu tra quelle che più direttamente ispirarono Paul Peterson a fondare A Minor Consideration, un'istituzione specificatamente creata per sostenere gli attori bambini nella loro transizione alla vita adulta.

## Riconoscimenti
- Young Hollywood Hall of Fame (1950's)
- Hollywood Walk of Fame (6323 Hollywood Boulevard) [8 febbraio 1960]

## Filmografia

### Cinema
- Forte T (Fort Ti), regia di William Castle (1953) - non accreditato
- Gianni e Pinotto banditi col botto (Dance with Me, Henry), regia di Charles Barton (1956)

### Televisione
- Fireside Theatre – serie TV, un episodio (1953)
- Make Room for Daddy (The Danny Thomas Show) – serie TV, 344 episodi (1953–1964)
- Four Star Playhouse – serie TV, un episodio (1954)
- Shower of Stars – serie TV, un episodio (1954)
- The Lucy-Desi Comedy Hour – serie TV, un episodio (1958)
- The Red Skelton Hour – serie TV, episodio 10x12 (1961)
- The Joey Bishop Show – serie TV, 3 episodi (1965)
- The Danny Thomas Hour – serie TV, episodio 1x08 (1967)
- La fattoria dei giorni felici (Green Acres) – serie TV, un episodio (1969)
- Make Room for Granddaddy – serie TV, 12 episodi (1970–1971)